# Грыжник
Гры́жник (лат. Herniária) — род растений семейства Гвоздичные (Caryophyllaceae).
Научное латинское название рода происходит от лат. hernia — грыжа. Как и русское название, дано растениям по их медицинскому применению.
Другие названия: собачье мыло, грыжница, полевое мыльце, метла, бахромчатая трава, гладун, остудник, грыжная трава, грим, кильная трава.

## Распространение
В роду насчитывается около тридцати видов в Европе, Западной Азии и Африке, чаще в области Средиземного моря. На территории России и сопредельных стран встречаются пять―шесть видов грыжника, в Крыму ― три, на Алтае ― два.
В России часто попадается на паровых полях, на луговых и степных склонах, обочинах дорог, в сорных местах.

## Ботаническое описание
Многолетние и однолетние травянистые растения с многочисленными приподнимающимися либо стелющимися по земле сильно ветвящимися стеблями длиной 20―25 см.
Листья мелкие, цельные, супротивные, желтовато-зелёные, снабжены беловато-плёнчатыми реснитчатыми прилистниками.
Корень стержневой, ветвистый, деревянистый.
Цветки обоеполые или однополые, мелкие, зелёные или желтовато-зелёные, собраны по 5―12 в пазухах листьев в головчато-колосовидные соцветия (клубочки). Лепестков пять, нитевидных, малозаметных. Чашелистиков пять, часто неравных. Тычинок две—пять. Столбик один с двумя рыльцами.
Плод шаровидный или слегка продолговатый, сухой, плёнчатый, односемянной, мелкий, нераскрывающийся орешек; заключён в чашечку. Семена линзовидные, тёмно-коричневые, блестящие, гладкие.
Цветёт в мае — августе, плоды созревают в июле — сентябре.

## Практическое использование
Грыжник гладкий, грыжник многобрачный, грыжник волосистый и грыжник приятный применяются в народной медицине.
Грыжник гладкий используют для мытья шерсти, так как при растирании с водой он образует пену, которая хорошо смывает грязь. Благодаря содержанию сапонинов может быть использован в мыловарении.
Препараты грыжника используются для борьбы с насекомыми, паразитирующими на домашних животных.

## Классификация

### Таксономия
Herniaria Tourn. ex L., 1753, Sp. Pl.: 218
Род Грыжник относится к семейству Гвоздичные (Caryophyllaceae) порядка Гвоздичноцветные (Caryophyllales). Кладограмма в соответствии с Системой APG IV по состоянию на декабрь 2023 года:
|  |                                      |  |                                   |                                   |                      |  | ещё 40 семейств |              |              |                                                           |
|  |                                      |  |                                   |                                   |                      |  |                 |              |              | 33 подтвержденных вида и 64 вида, ожидающих подтверждения |
|  |                                      |  |                                   | порядок Гвоздичноцветные          |                      |  |                 |              | род Грыжник  |                                                           |
|  |                                      |  |                                   | порядок Гвоздичноцветные          |                      |  |                 |              | род Грыжник  |                                                           |
|  | отдел Цветковые, или Покрытосеменные |  |                                   |                                   | семейство Гвоздичные |  |                 |              |              |                                                           |
|  | отдел Цветковые, или Покрытосеменные |  |                                   |                                   |                      |  |                 |              |              |                                                           |
|  |                                      |  | ещё 63 порядка цветковых растений | ещё 63 порядка цветковых растений |                      |  |                 | еще 97 родов | еще 97 родов |                                                           |
|  |                                      |  |                                   | ещё 63 порядка цветковых растений |                      |  |                 |              | еще 97 родов |                                                           |

### Виды
- Herniaria algarvica Chaudhri
- Herniaria alpina Chaix
- Herniaria austroamericana Chaudhri & Rutish.
- Herniaria baetica Boiss. & Reut.
- Herniaria boissieri J.Gay
- Herniaria bornmuelleri Chaudhri
- Herniaria cachemiriana J.Gay
- Herniaria capensis (Haw.) Steud. ex Bartl.
- Herniaria caucasica  — Грыжник кавказский — Кавказ
- Herniaria ciliolata Melderis
- Herniaria cyrenaica F.Herm.
- Herniaria degenii (F.Herm.) Chaudhri
- Herniaria dichotoma (DC.) DC.
- Herniaria fontanesii J.Gay
- Herniaria fruticosa L.
- Herniaria glabra L. typus — Грыжник гладкий, или Грыжник голый — европейская часть России, Кавказ, Средняя Азия, Западная Сибирь
- Herniaria grimmii F.Herm.
- Herniaria hemistemon J.Gay
- Herniaria hirsuta L. — Грыжник мохнатый — Кавказ, Закарпатье, Средняя Азия
- Herniaria incana Lam. — Грыжник седоватый
- Herniaria latifolia Lapeyr.
- Herniaria lusitanica Chaudhri
- Herniaria maritima Link
- Herniaria nigrimontium F.Herm.
- Herniaria olympica J.Gay
- Herniaria parnassica Heldr. & Sart. ex Boiss.
- Herniaria permixta Jan ex Guss.
- Herniaria polygama J.Gay. — Грыжник многобрачный, или Грыжник душистый — юг Украины и европейской части России, Кавказ, Западная Сибирь, Северный Казахстан
- Herniaria regnieri Braun-Blanq. & Maire
- Herniaria riphaea Font Quer
- Herniaria scabrida Boiss.
- Herniaria schlechteri F.Herm.
- Herniaria setigera Gillies